# Корысть (Ровненская область)
Корысть (укр. Користь) — село в Корецкой городской общине Ровненского района Ровненской области Украины.
До 2020 года входило в Корецкий район.
Население по переписи 2001 года составляло 1326 человек. Почтовый индекс — 34740. Телефонный код — 3651.

## Известные люди
- В 1940—1941 годах в селе проживал украинский писатель, автор более десятка печатных произведений Иван Фёдорович Вакула.
- В селе прошло детство Ярослава Александровича Евдокимова, заслуженного артиста Российской Федерации, народного артиста Беларуси[1].